# 地獄のプリズナー/狙われた美人教師
『地獄のプリズナー/狙われた美人教師』（Intimate Terror: Angel of Death）は、1990年のアメリカ合衆国のスリラーテレビ映画。ジェーン・シーモア、グレゴリー・ハリソン、ブライアン・ボンソール出演。日本ではテレビ東京で初放送された。

## キャスト
| 役名                   | 俳優                   | 日本語吹替 |
| ---------------------- | ---------------------- | ---------- |
| ローラ・ヘンドリックス | ジェーン・シーモア     | 高島雅羅   |
| ゲイリー・ニコルソン   | グレゴリー・ハリソン   | 江原正士   |
| ジョシュ               | ブライアン・ボンソール | 水谷優子   |
| マルシー               | ペギー・レエ           | 片岡富枝   |
| ヴィンス               | テレンス・ノックス     |            |
| マット                 | クリス・マルケイ       |            |
| ジェフリー             | ジョン・デ・ランシー   |            |

- 日本語吹替：初回放送1995年4月27日 テレビ東京 『木曜洋画劇場』版

## スタッフ
- 監督：ビル・L・ノートン
- 脚本・製作：ポール・ブーアスティン、シャロン・ブーアスティン
- 製作総指揮：スタンリー・M・ブルックス
- 撮影監督：シェリー・ジョンソン
- 編集：ジョン・ダフィ
- 音楽：ハリー・マンフレディーニ
- 吹替翻訳：井場洋子
- 吹替演出：伊達康将
- 吹替調整：高久孝雄
- 吹替効果：サウンドBOX
- 吹替プロデューサー：柳川雅彦
- 吹替製作：テレビ東京、東北新社